# یواس‌اس سیاه‌کاج (ای‌ان-۲۱)
یواس‌اس سیاه‌کاج (ای‌ان-۲۱) (به انگلیسی: USS Larch (AN-21)) یک کشتی بود که طول آن 157' 8" بود. این کشتی در سال ۱۹۴۱ ساخته شد.